# بونشاك

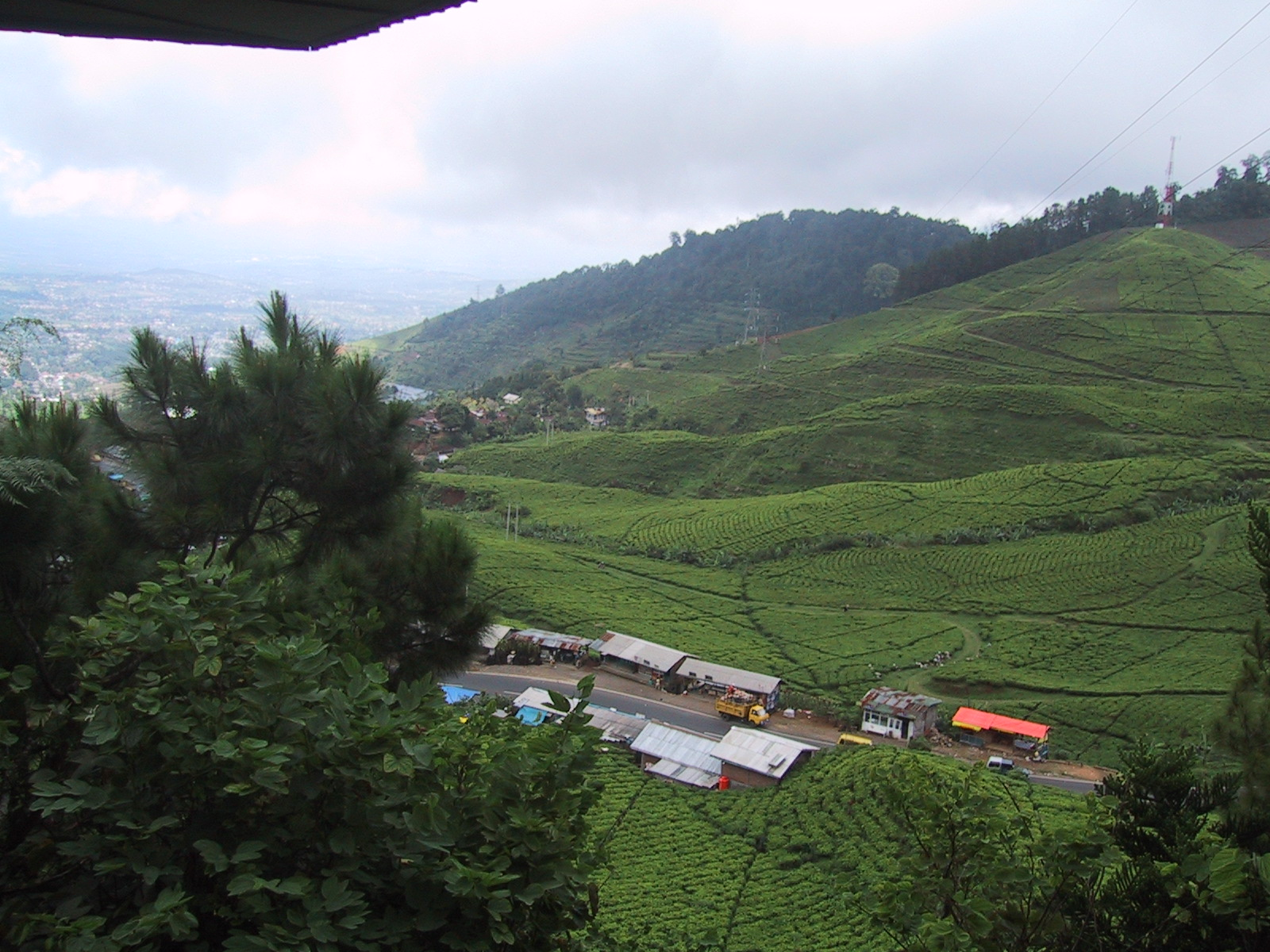
بونشاك في جاوة الغربية

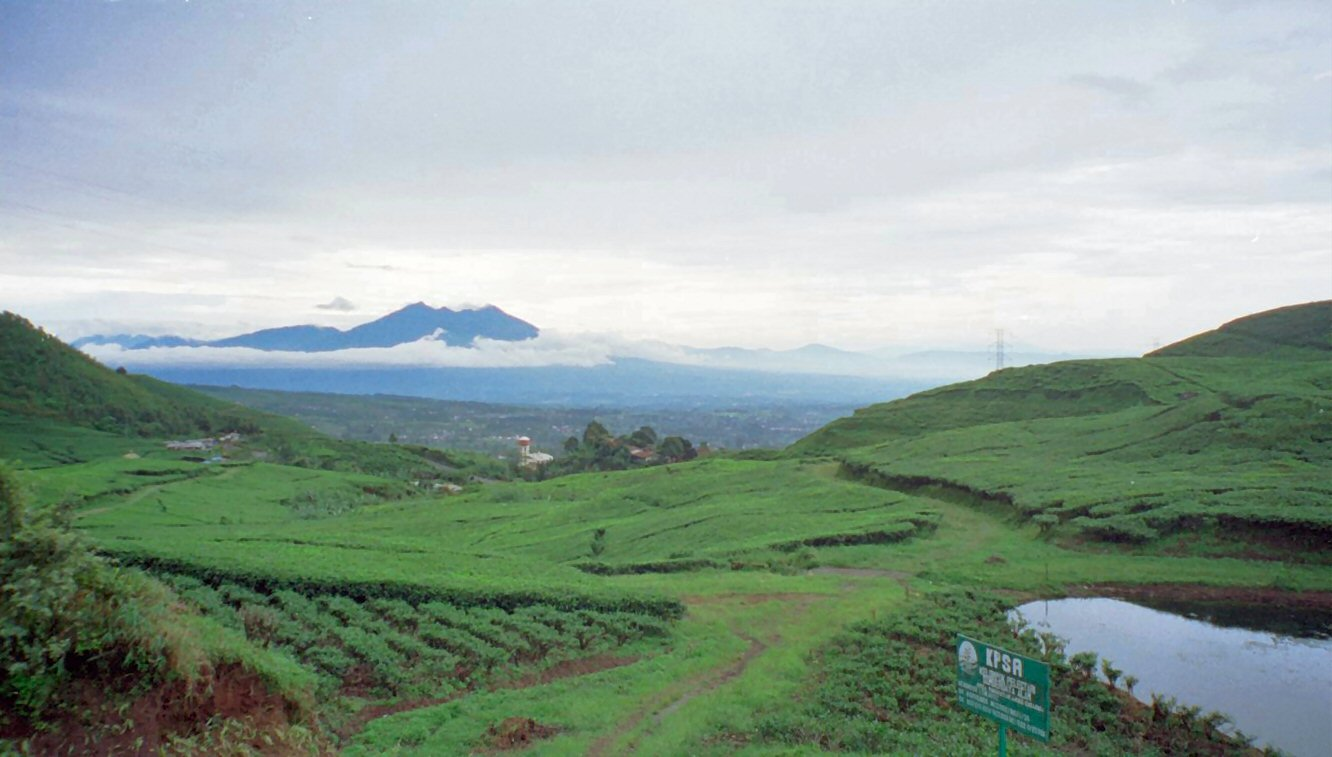
ممر بونشاك

بونشاك أو ممر بونشاك (بالإنجليزية: Puncak)‏ وتعني باللغة المحلية القمة هو ممر جبلي في جاوة الغربية بإندونيسيا،الممر يربط بين مدينة بوجور وباندونغ، يقع ممر بونشاك على قمة جبل في شمال مت-بيد-بانجرانجو ويمتد الممر الجبلي خلال مناطق بوجور وسيانجور وسوكابومي.أعلى نقطة في الممر حوالي 1500 متر ارتفاع. تعتبر بونشاك مكان سياحي مهم لسكان جاكرتا .

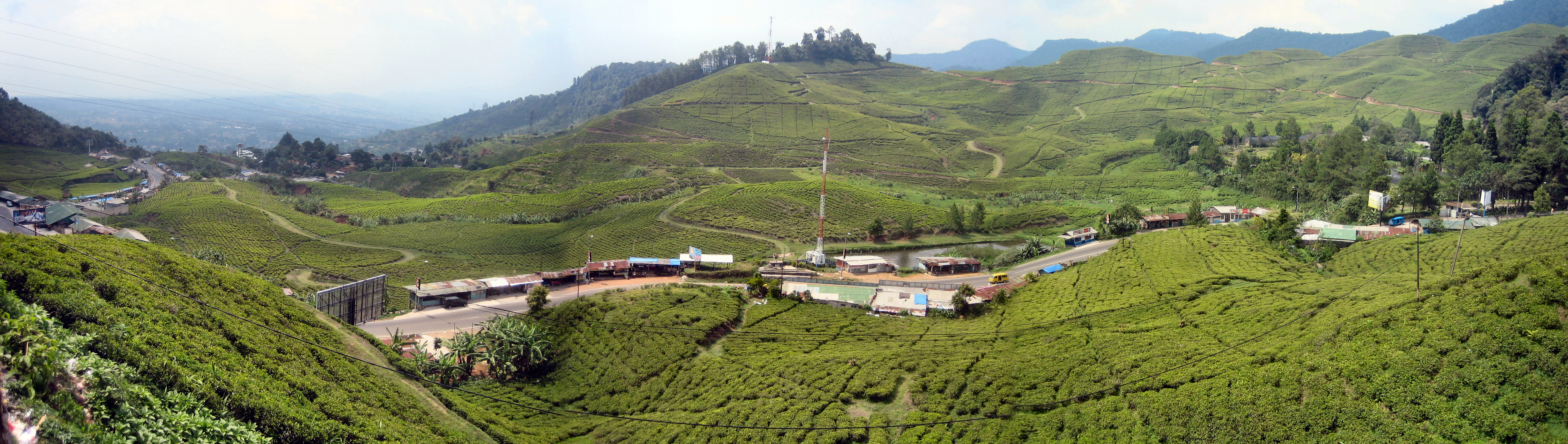
نظرة علي ممر بونشاك من جهة الشمال، وإطلالة على مزارع الشاي.

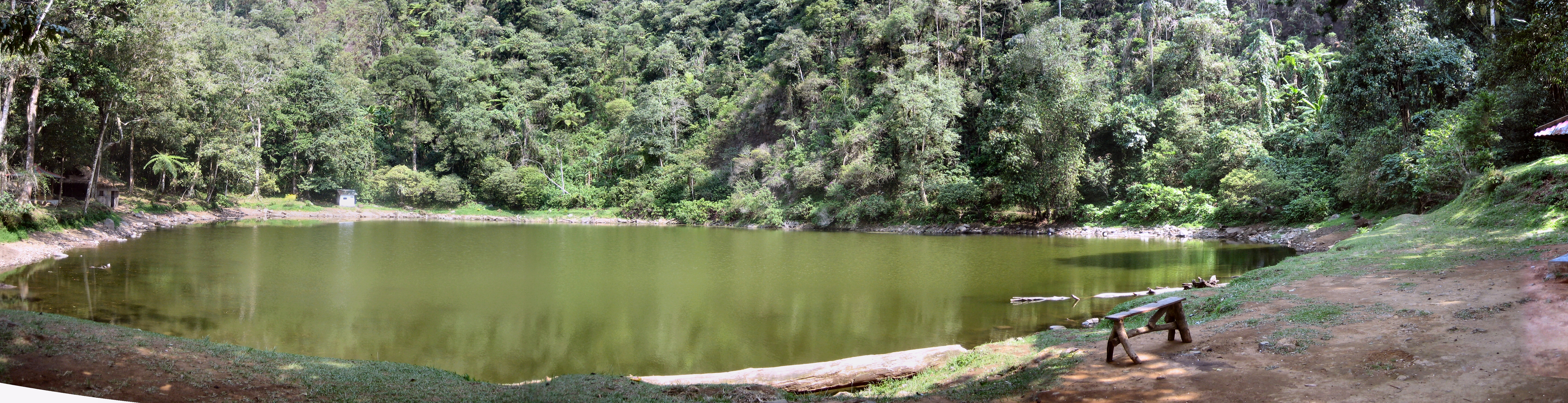
البحيرة البركانية تلاجا وارنا

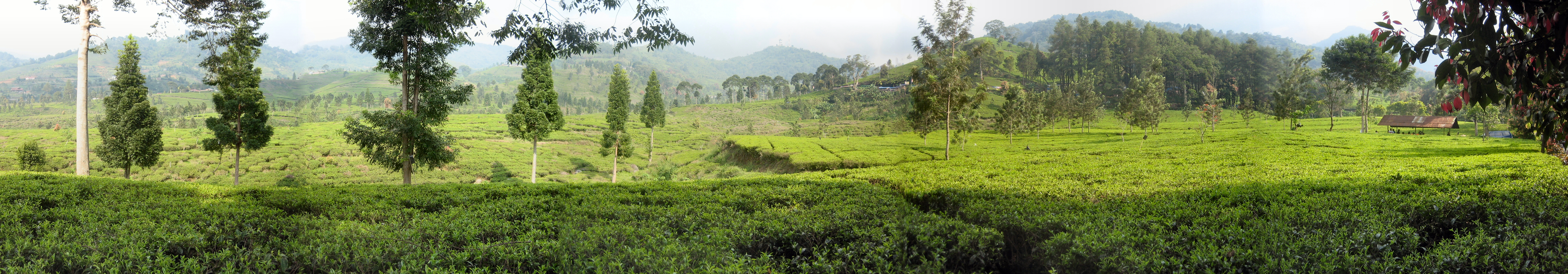
مزارع الشاي في بونكاك